# ウルフ・ポイント駅
ウルフ・ポイント駅（英語:  Wolf Point station）はアメリカ合衆国モンタナ州ウルフポイントフロント・ストリート320にある駅。 全米各地を結ぶ旅客鉄道のアムトラックが乗り入れている。

## 概要
現在の駅舎は1963年に建設された。

## 利用可能な鉄道路線／列車
アムトラックの停車する列車は下記の通り。
シカゴとシアトル / ポートランド間の夜行長距離列車エンパイア・ビルダー … 1往復/日 発着
※当駅にはシカゴ - シアトル間、シカゴ - ポートランド間の編成とも停車。ワシントン州のスポケーン駅にて連結および切り離しを行う。